# حارة العميري (صنعاء)

تعديل مصدري - تعديل

العميري هي إحدى حارات حي سدس احداق بمدينة الروضة شمال العاصمة اليمنية "صنعاء"، بلغ تعداد سكانها 2255 نسمة حسب تعداد اليمن لعام 2004.